# Романківецький літературно-меморіальний музей К. Ф. Поповича
Романківецький літературно-меморіальний музей К. Ф. Поповича — музей, створений у 2006 році в с. Романківці Сокирянського району Чернівецької області напередодні 81 року від дня народження Костянтина Федоровича Поповича — доктора філологічних наук, професора, заслуженого діяча науки Республіки Молдова, академіка Академії наук України, почесного доктора Чернівецького університету, члена Спілки журналістів України, члена Спілки письменників України, генерала. Музейне приміщення розташувалося в Романківецькій гімназії. Відтворено з традиційних предметів побуту інтер'єр селянської хати, типової для Бессарабії. Представлені фотографії, що відтворюють життєвий шлях К. Поповича, книги, які він читав і писав, особисті речі та сувеніри, подаровані музею.
У музеї Романківецької гімназії відтворено з традиційних предметів побуту інтер'єр селянської хатини, типової для бессарабської частини Буковини, в якій ріс К. Ф. Попович у міжвоєнні 30-ті роки у румунській школі села. На стінах — у традиційних рамках — родинні фотографії його дитинства.
Численні матеріали, передані до музею письменником, оповідають про його навчання в румунському ліцеї в Чернівціх (тепер ЗОШ № 1), вчителювання, перебування на фронтах Другої світової війни зі спецзавданням у складі Червоної Армії, отримання нагород від різних держав антигітлерівської коаліції, а також успішне закінчення Чернівецького педінституту, університету і виїзд на роботу до столиці Молдови Кишинева, де працював в Академії наук, досліджуючи українсько-молдавські літературні зв'язки.
Також представлені книги, які любив читати і сам написав К. Ф. Попович
Музей працює у дні навчання в гімназії.